# Гамбит
Гамбит је назив отварања у шаху у којем једна страна у интересу што бржег развоја фигура, освајања центра, успоравања развоја противничких фигура или само у сврху заоштравања игре жртвује обично пешака, али некада и фигуру. 
Назив гамбит је настао од итал. dare il gambetto — подметнути ногу.
Постоје три основне врсте гамбита:
Примљени, када је жртва примљена;
Одбијени, када жртва није примљена и
Противгамбит, када уместо примања жртве противник и сам жртвује.
Познатији гамбити су:
- Краљев гамбит 1. е4 е5 2. ф4 еф
- Скакачев гамбит 1. е4 е5 2. ф4 еф 3. Сц3
- Ловчев гамбит 1. е4 е5 2. ф4 еф 3. Лц4
- Фалкберов противгамбит 1. е4 е5 2. ф4 д5
- Евансов гамбит 1. е5 2. Сф3 Сц6 3. Лц4 Лц5 4. б4
- Шкотски гамбит 1. е4 е5 2. Сф3 Сц6 3. д4 ед4 4. Лц4
- Летонски гамбит 1. е4 е5 2. Сф3 ф5
- Нордијски гамбит или Северни гамбит 1. е4 е5 2. д4 ед 3. ц3 дц3 4. Лц4 цб 5. Л:ц2
- Дамин гамбит 1. д4 д5 2. ц4 е6
- Примљени дамин гамбит1. д4 д5 2. ц4 дц3
- Албинов противгамбит 1. д4 д5 2. ц4 е5
- Стаунтонов гамбит 1-. д4 ф5 2. е4 фе4. Сц3
- Фромов гамбит 1. ф4 е5 2. фе д6
- Будимпештански гамбит  д4 Сф6 2. ц4 е5